# VA-11 Hall-A：赛博朋克酒保行动
《VA-11 Hall-A：賽博朋克酒保行動》是一款具備視覺小說與賽博朋克元素的調酒師模擬類型獨立遊戲，由Sukeban Games開發並由Ysbryd Games發行，首先在Windows、MacOS與Linux推出，之後又移植至PlayStation Vita、PlayStation 4和任天堂Switch。遊戲中玩家將扮演一位調酒師，在一家小酒館「VA-11 HALL-A」中工作，酒館名的縮寫亦即Valhalla（瓦爾哈拉）。遊戲流程是調配出客人想要的飲品，同時聆聽這些角色們訴說的故事與經歷。
本作為非線性的遊戲方式，主線劇情的發展受到玩家製作的飲品所影響。不同於一般視覺小說，本作中沒有任何對話選項，唯有調配出不同飲品才能改變故事的走向。遊戲中充滿各種別具特色的客人，這些角色被形容為「平凡的非英雄」。隨著遊戲時間的增加，玩家會開始熟悉並調製出每個客人喜好的飲品種類，與這些角色的關係也變得更加親密，後續劇情發展隨之產生變化。
本作開發源自於2014年的Cyberpunk Game Jam遊戲創作活動，Sukeban Games決定將當時的遊戲雛型製作成一款完整作品，而後歷經數次延期終於正式發售。本作設定為反烏托邦與賽博朋克背景的世界觀，在畫面上受到古早PC-98平台遊戲之啟發，畫風上也明顯受到日本動畫的影響，例如押井守的動畫電影《攻殼機動隊》。游戏于2016年6月21日在Windows、MacOS和Linux平台發售，PlayStation Vita版本於2017年11月發售，PlayStation 4與任天堂Switch版在2019年5月2日於歐美地區推出、5月30日於日本地區推出。；2017年12月，游戏的PC版本加入官方简体中文内容。

## 续作
2018年9月，制作组宣布本作的续作《N1RV Ann-A 失落天堂的麻烦》（N1RV Ann-A -Trouble in false Paradise-）计划将于2020年推出，预计将在Windows、PlayStation 4以及任天堂Switch等平台发售。目前续作已被宣布推迟。

## 外部連結
- 官方网站（英文）
- 《VA-11 Hall-A：赛博朋克酒保行动》在視覺小說數據庫的頁面 （英文）